# Armand Parmentier

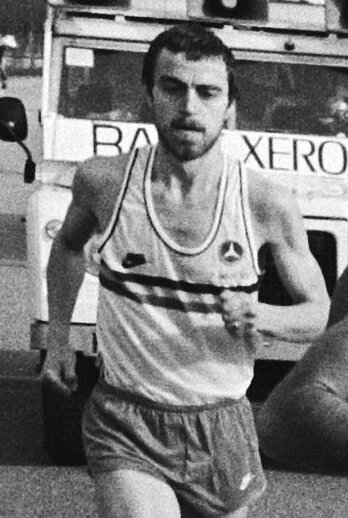
Armand Parmentier, 1983

Armand Parmentier (* 15. Februar 1954 in Waregem) ist ein ehemaliger belgischer Marathonläufer.
1982 siegte er beim Antwerpen-Marathon und gewann die Silbermedaille bei den Leichtathletik-Europameisterschaften in Athen.
Im Jahr darauf stellte er als Vierter beim Rotterdam-Marathon mit 2:09:57 h einen nationalen Rekord auf, der erst zehn Jahre später von Vincent Rousseau gebrochen wurde, wurde Sechster bei den Leichtathletik-Weltmeisterschaften in Helsinki und gewann den Columbus-Marathon.
1984 wurde er Fünfter in Rotterdam und kam bei den Olympischen Spielen in Los Angeles auf den 30. Platz.